# Avenida Pedro Miguel Aráoz
La Avenida Pedro Miguel Aráoz es una avenida de San Miguel de Tucumán, Tucumán, Argentina. Se extiende desde la plazoleta Dorrego, como continuación de la avenida Roca, hasta la calle Garmendia, colectora de la avenida de Circunvalación. Lleva el nombre del político y religioso Pedro Miguel Aráoz, quien fuera uno de los diputados firmantes de la Declaración de Independencia del 9 de julio de 1816.

## Historia
La avenida fue trazada durante la expansión de la capital hacia el sur durante mediados del siglo XX. En este periodo se asentaron diversos barrios como Padre Monti, barrio Aeropuerto, entre otros. Asimismo se construyeron diversos lugares de interés como Lince Rugby Club, el Colegio San Cayetano o el monumento a Manuel Belgrano en la intersección con avenida Papa Francisco. Al norte de la avenida se desarrollaba el viejo Aeropuerto de Tucumán, cerrado en 1981 para dar paso al actual Aeropuerto Benjamín Matienzo. En 2006 la avenida fue pavimentada, siendo repavimentada en 2015 en toda su extensión.

## Sitios de Interés
A lo largo de esta avenida se desarrollan varios lugares de interés y emblemáticos:
- Plazoleta General Belgrano
- Círculo de Oficiales Policía de Tucumán
- Colegio San Cayetano
- Plazoleta Dorrego
- Lince Rugby club